# Billa'An
Billa'An is een bestuurslaag in het regentschap Pamekasan van de provincie Oost-Java, Indonesië. Billa'An telt 1644 inwoners (volkstelling 2010).